# Peter Kimeli Some
Peter Kimeli Some (* 5. Juni 1990) ist ein kenianischer Marathonläufer.
2010 gewann er Roma – Ostia und den Nizza-Halbmarathon. Im Herbst wurde er Vierter beim Philadelphia-Halbmarathon und Achter beim Venedig-Marathon. Im Jahr darauf wurde er Dritter bei der Maratona di Sant’Antonio und Vierter beim Košice-Marathon.
2012 stellte er einen Streckenrekord beim Brighton-Marathon auf.
Im April 2013 gewann er den Paris-Marathon mit neuer persönlicher Bestzeit.

## Persönliche Bestzeiten
- 10.000 m: 28:10,8 min, 16. Juni 2009, Nairobi
- Halbmarathon: 1:01:34 h, 18. April 2010, Nizza
- Marathon: 2:05:38 h, 7. April 2013, Paris